# Stara Wieś (Silésie)
Pour les articles homonymes, voir Stara Wieś.
Stara Wieś est une localité polonaise de la gmina de Wilamowice, située dans le powiat de Bielsko-Biała en voïvodie de Silésie.